# Montemignaio
Montemignaio è un comune italiano di 500 abitanti della provincia di Arezzo in Toscana.

## Storia
Al plebiscito del 1860 per l'annessione della Toscana al Regno di Sardegna, i "sì" non ottennero la maggioranza degli aventi diritto (120 su totale di 598), sintomo dell'opposizione all'annessione.

### Simboli
(Art. 4 dello Statuto comunale)
Il gonfalone è un drappo di azzurro.

## Monumenti e luoghi d'interesse
- Castel Leone
- Chiesa di Sant'Agata
- Oratorio della Madonna delle Calle
- Pieve di Santa Maria Assunta

## Società

### Evoluzione demografica
Abitanti censiti

### Etnie e minoranze straniere
Secondo i dati ISTAT al 31 dicembre 2010 la popolazione straniera residente era di 51 persone. Le nazionalità maggiormente rappresentate in base alla loro percentuale sul totale della popolazione residente erano:
- Romania 34 5,47%

## Amministrazione
Di seguito è presentata una tabella relativa alle amministrazioni che si sono succedute in questo comune.
| Periodo          | Periodo          | Primo cittadino       | Partito                            | Carica      | Note  |
| ---------------- | ---------------- | --------------------- | ---------------------------------- | ----------- | ----- |
| 29 agosto 1985   | 19 luglio 1990   | Mario Ceccantini      | Partito Comunista Italiano         | Sindaco     | [ 7 ] |
| 19 luglio 1990   | 6 febbraio 1993  | Angiolino Sabatini    | Partito Socialista Italiano        | Sindaco     | [ 7 ] |
| 7 aprile 1993    | 22 novembre 1993 | Barbara Magi          |                                    | Comm. pref. | [ 7 ] |
| 22 novembre 1993 | 17 novembre 1997 | Sergio Vignoli        | Partito Democratico della Sinistra | Sindaco     | [ 7 ] |
| 17 novembre 1997 | 28 maggio 2002   | Angiolino Sabatini    | centro-destra                      | Sindaco     | [ 7 ] |
| 28 maggio 2002   | 29 maggio 2007   | Angiolino Sabatini    | lista civica                       | Sindaco     | [ 7 ] |
| 29 maggio 2007   | 7 maggio 2012    | Massimiliano Mugnaini | lista civica                       | Sindaco     | [ 7 ] |
| 7 maggio 2012    | 12 giugno 2017   | Massimiliano Mugnaini | lista civica                       | Sindaco     | [ 7 ] |
| 12 giugno 2017   | in carica        | Roberto Perchitini    | lista civica                       | Sindaco     | [ 7 ] |

### Gemellaggi
- Villanova Solaro